# Dornod
Dornod (mongolsk: Дорнод, tr. Dornod) er en af Mongoliets 21 provinser. Provinsen er den østligste i landet. Hovedstaden hedder Tsjojbalsan.